# Erateina garrulata
Erateina garrulata är en fjärilsart som beskrevs av Felder 1875. Erateina garrulata ingår i släktet Erateina och familjen mätare. Inga underarter finns listade i Catalogue of Life.